# 崔挹
崔挹（7世纪？—714年），唐朝定州安喜县（今河北省定州市）人，出身博陵崔氏的博陵安平房，崔仁師之子。

## 生平
神龙初年，崔挹为国子祭酒，恩例赠崔仁師为同州刺史。景龙二年（708年）崔挹担任礼部侍郎，其子崔湜为兵部侍郎，父子同为侍郎，唐朝建立以来所未有的。崔挹年老，官至户部尚书致仕。崔挹性贪，受人请托，多次以公事请求崔湜，崔湜多违拒不从，被时论所讥讽，父子也因此失和。崔湜依附太平公主，在先天政變中自杀。开元二年（714年），崔挹去世，唐玄宗想要赠崔挹吏部尚书，宰相以为不可，于是用四品礼葬，赠和州刺史。

## 子孙
- 崔湜
- 崔泌，刑部員外郎
  - 崔諷，戶部郎中
  - 崔論，大理卿
- 崔滌，祕書監、安喜縣子
- 崔蒞，吏部員外郎